# Siedlung Auhofer Trennstück

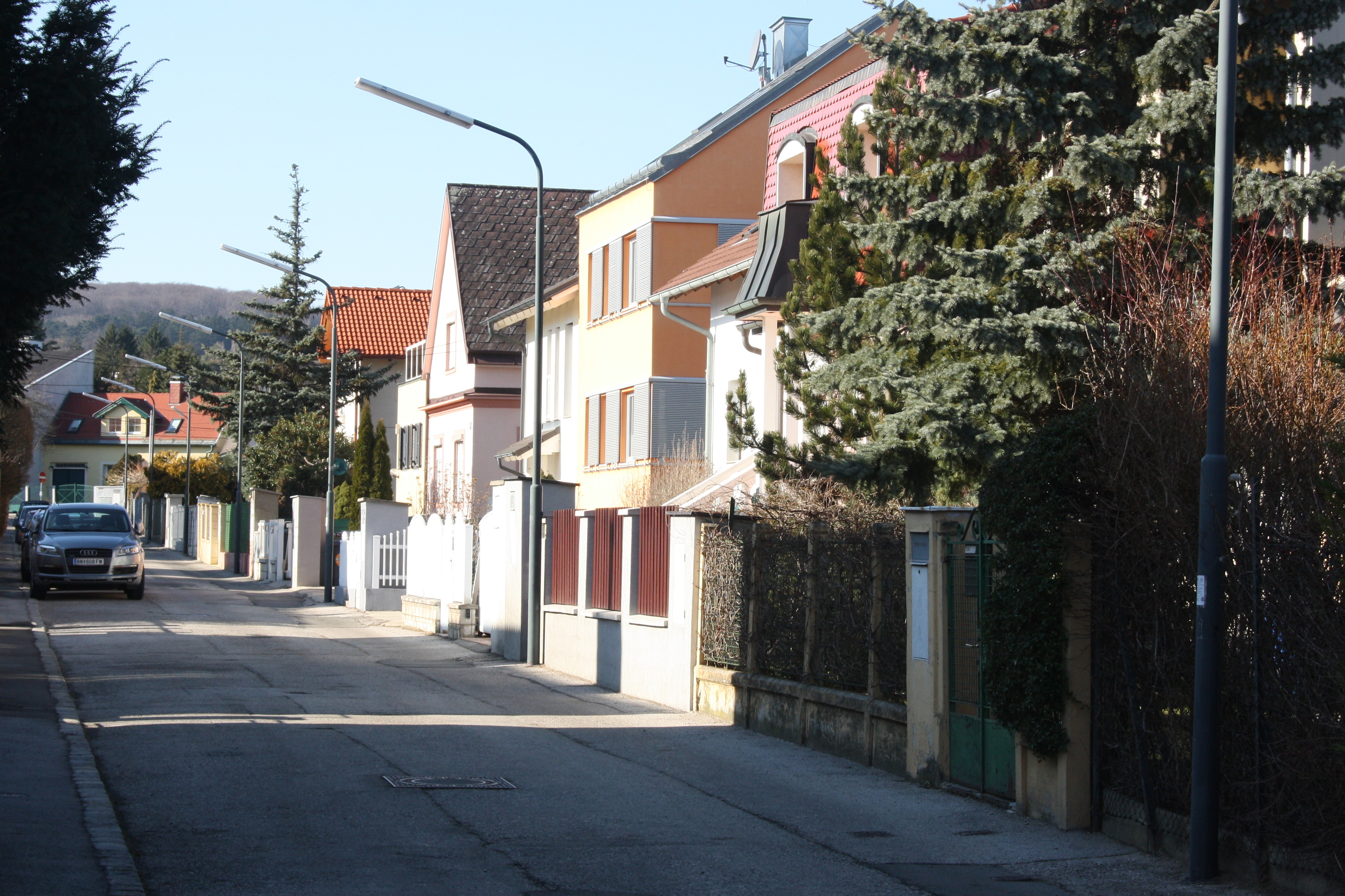
Siedlungshäuser in der Dr.-Schreber-Gasse

Die Siedlung Auhofer Trennstück, auch SAT-Siedlung, befindet sich im 13. Wiener Gemeindebezirk Hietzing. Sie entstand in den Jahren nach dem Ersten Weltkrieg als Selbstversorger-Siedlung am Stadtrand von Wien.

## Lage und Charakteristik
Die SAT-Siedlung befindet sich auf einem 38 ha großen Gebiet der Katastralgemeinde Auhof im Süden des 13. Bezirks. Sie wird im Norden von der Eyslergasse (früher: Mozartgasse), im Osten von der Speisinger Straße, im Süden von der Wittgensteinstraße (Grenze zum 23. Bezirk) und im Westen von benachbarten Siedlungen westlich der Aschergasse (früher: Waldmüllergasse)   begrenzt. Die Speisinger Straße hieß damals in Mauer Wiener Straße. Auf ihr verkehrt(e) die Straßenbahnlinie 60, die ihre nördliche Endstation auf der Kennedybrücke (U-Bahn-Station Hietzing) beim Hietzinger Bezirkszentrum hatte und seit 2017 bis zum Westbahnhof fährt.
Beim Sillerplatz an der Speisinger Straße, der seinen originalen Namen behalten hat, beginnen vier Straßenachsen, an denen sich rechtwinkelig und diagonal der weitere Straßenverlauf orientiert. Die Siedlung besteht aus Einfamilienhäusern, die auf Parzellen mit einer Größe von 450 bis 500 m2 stehen.

## Geschichte

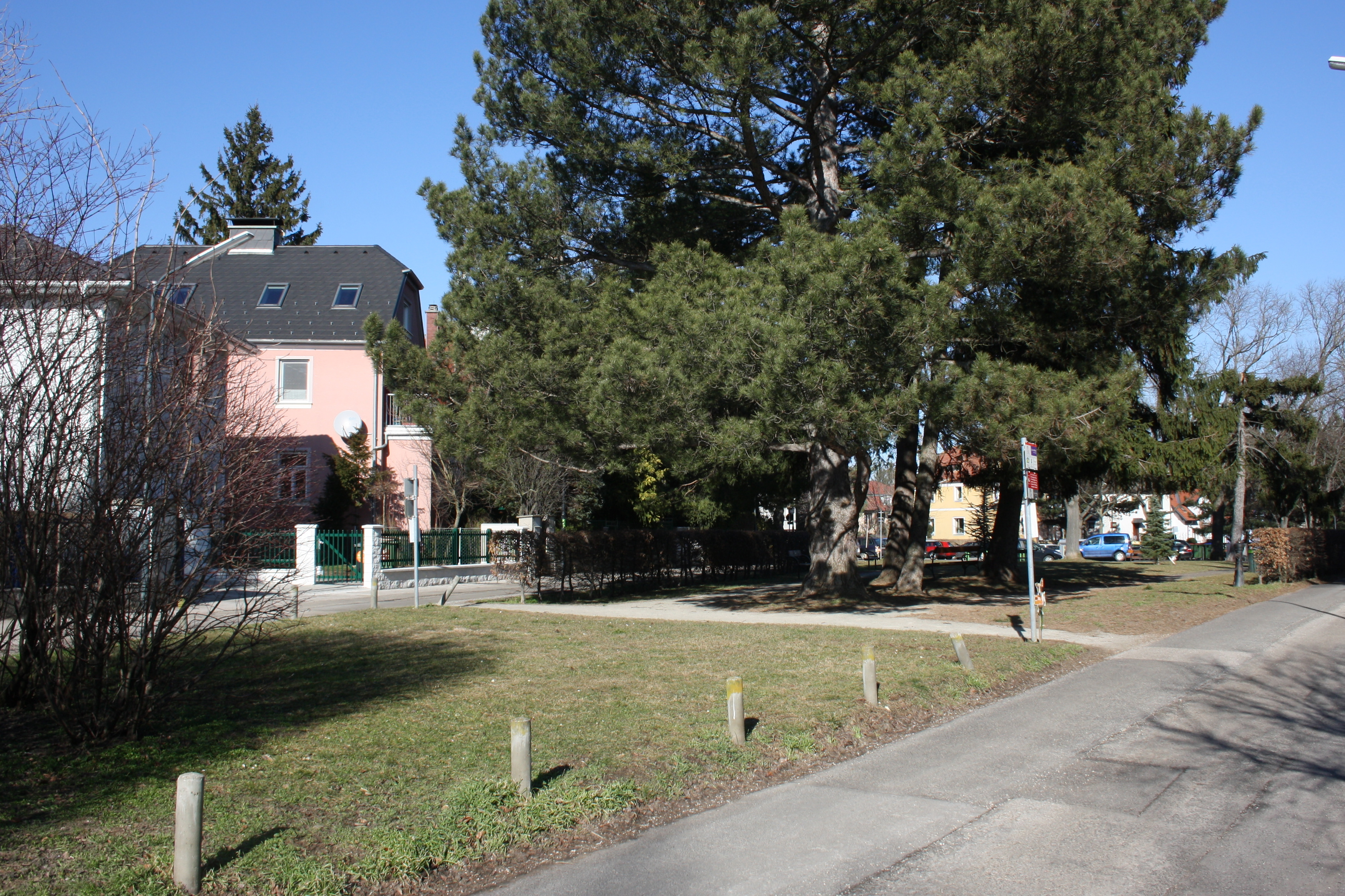
Der 1927 nach Franz Siller benannte Sillerplatz

Das Areal lag zunächst innerhalb des Lainzer Tiergartens, der als kaiserliches Jagdgebiet diente. Das Hofärar (Staatsbesitz in der Verfügung des Kaisers) ließ die Tiergartenmauer Richtung Westen, entlang der heutigen Anatourgasse, versetzen und übertrug das dadurch frei gewordene Gebiet, genannt Auhofer Trennstück, 1912 gegen eine Ausgleichszahlung an das k.k. Ärar, das von der Regierung verwaltete Staatseigentum. Es bestanden Pläne, die Tierärztliche Hochschule und das Theresianum aus Wien hierher zu verlegen, die durch den Ersten Weltkrieg vereitelt wurden.
1920 pachtete die Stadt Wien das Auhofer Trennstück, das nur aus einem am Ende des Kriegs abgeholzten Wald bestand, von der Republik Österreich und verpachtete es weiter. Der Siedlerverein von Franz Siller, die so genannte Kolonie Siller, erhielt zunächst 19 ha, der Kleingartenverein Mauer 9 ha und der Rinderzuchtverein Mauer die Haidewiese an der Grenze zu Wien. 1921 entstand aus der Kolonie Siller die Siedlergenossenschaft Auhofer Trennstück, kurz SAT. 1922 wurde ein Siedlerheim eröffnet. Die Selbstversorger-Siedler errichteten viele Häuser ohne Baubewilligung.
1925 verlängerte die Gemeinde Wien den Pachtvertrag nicht mehr. In den folgenden Jahren kauften die Siedler daher gezwungenermaßen ihre Grundstücke vom Staat. Durch die Eröffnung einer Wasserleitung im Jahr 1928 wurden die illegal errichteten Häuser de facto legalisiert.
1938 wurde die Siedlung Auhofer Trennstück, die nunmehr zur Gemeinde Mauer bei Wien gehörte zu Groß-Wien eingemeindet, im Unterschied zu Mauer (und zum Lainzer Tiergarten) aber nicht dem neuen 25. Bezirk zugeordnet, sondern wie ihre westlichen und nördlichen Nachbarsiedlungen dem 13. Bezirk. Da die Siedlung vor 1938 nicht zu Wien zählte, war sie 1945 bis 1955 besatzungsrechtlich Teil der sowjetischen Zone in Österreich. 1955 wurden viele Gassennamen geändert, die Dubletten zu in anderen Bezirken bestehenden gleichnamigen Gassen (z. B. Mozartgasse, seit 1955 Eyslergasse, Franz-Schubert-Gasse, neu Keplingergasse) waren.